# 新敕撰和歌集
《新敕撰和歌集》，是繼《古今》、《後撰》、《拾遺》、《後拾遺》、《金葉》、《千載》、《新古今》後第九本敕撰和歌集。與《續後撰》、《續古今》、《續拾遺》、《新後撰》、《玉葉》、《續千載》、《續後拾遺》、《風雅》、《新千載》、《新拾遺》、《新後拾遺》、《新續古今》並稱為十三代集。部立分為春、夏、秋（上下）、冬、賀、羇旅、神祇、釋教、戀（1-5）、雜（1-5），共計二十卷，共錄1370首和歌。後堀河天皇於貞永元年（1232年）勅命，撰者為藤原定家。後堀河帝崩，定家焚毀草案，停止撰集。實際上編纂事業由九條道家、九條教實父子所繼承，而於文曆2年（1235年）3月12日奏上。同時，道家父子更加選別定家所撰集之和歌，剔除承久亂後受罰之後鳥羽院、土御門院、順德院之和歌，反之收錄北條泰時等鎌倉幕府關係者之歌。是故，『越部禪尼消息』對其有所批評。。別名『宇治河集』，來自宇治川序詞「武士八十氏河」。 
『新敕撰和歌集』之歌風，與華麗的『新古今和歌集』迥異，注重平溫温雅。後人稱『新古今和歌集』為「花」、『新敕撰和歌集』為「實」，評已「花實相兼」。中世和歌界，尤其二條派之流，以『新敕撰和歌集』之定家和歌為楷模。 

## 校注
- 『新勅撰和歌集』岩波文庫 1961、復刊1988。久曽神昇・樋口芳麻呂校訂
- 『新勅撰和歌集　和歌文学大系6』明治書院 2005。中川博夫注解

## 外部連結
- 新敕撰和歌集
- 和歌Data Base 新敕撰和歌集
- 岩波文庫 新敕撰和歌集
- 國歌大系 新敕撰和歌集
- 國歌大觀 新敕撰和歌集